# 烷基化
烷基化是烷基由一个分子转移到另一个分子的过程。近現代產業中，在整个炼油过程中，烷基化可以将分子按照需要重组，增加产量，對油品應用是非常重要的一环。

## 煉油
以标准的炼油过程來做說明，烷基化系统在催化剂(磺酸或者氢氟酸)的作用下，将低分子量烯烃(主要由丙烯和丁烯组成)与异丁烷结合起来，形成烷基化物(主要由高级异辛烷，侧链烷烃组成)。烷基化物是一种汽油添加剂，具有抗爆作用并且燃烧后产生清洁的产物。烷基化物的辛烷值由所用的烯烃种类和采用的反应条件有关。

## 裂解
因為大部分原油仅含有有10％-40％可直接用于汽油的烃类，精炼厂須使用裂解加工，來将高分子量的烃类转变成小分子量易挥发的产物。聚合反应将小分子的气态烃类转变成液态的可用于汽油的烃类。烷基化反应将小分子烯烃和侧链烷烃转变成更大的具有高辛烷值的侧链烷烃。将裂解、聚合和烷基化相结合的过程可以将原油的70％转变为汽油产物。
另一些高级的加工过程，例如烷烃环化和环烷脱氢可以获得芳烃，也可以增加汽油辛烷值。现代化炼油过程可以将输入的原油完全转变为燃料型产物。